# Herbert Robbins
Herbert Ellis Robbins (12 janvier 1915 - 12 février 2001) est un mathématicien et statisticien américain. Il fait des recherches en topologie, en théorie de la mesure, en statistiques et dans divers autres domaines.
Il est le co-auteur, avec Richard Courant, de What is Mathematics?, un livre de vulgarisation, traduit en français sous le titre « Qu'est-ce que les mathématiques ? », livre qui est toujours disponible.

## Biographie
Robbins est né le 12 janvier 1915  à New Castle, en Pennsylvanie.
En tant qu'étudiant undergraduate à l'université Harvard, Robbins est intéressé aux mathématiques par Marston Morse. Il obtient un Ph. D. à Harvard en 1938 sous la direction de Hassler Whitney avec une thèse intitulée « On the Classification of the Maps of a 2-Complex into a Space ». Il est ensuite instructeur à l'université de New York de 1939 à 1941. Après la seconde Guerre mondiale, Robbins enseigne à l'université de Caroline du Nord à Chapel Hill de 1946 à 1952, où il est l'un des premiers enseignants du département de statistiques mathématiques, puis il passe un an à l'Institute for Advanced Study. En 1953, il devient professeur de statistique mathématique à l'université Columbia. Il prend sa retraite de Columbia en 1985 et est ensuite été professeur à l'université Rutgers jusqu'à sa retraite en 1997.

## Recherche
Le lemme de Robbins (en), utilisé dans les méthodes empiriques de Bayes (en), porte son nom. Robbins introduit les méthodes empiriques de Bayes en 1955, où il les présente au Third Berkeley Symposium on Mathematical Statistics and Probability.
Les algèbres de Robbins (en) portent son nom à cause d'une conjecture, prouvée depuis, qu'il a énoncée concernant les algèbres booléennes. Le théorème de Robbins en théorie des graphes, porte également son nom, tout comme la synthèse de synthèse de Whitney-Robbins, un outil qu'il a introduit pour prouver ce théorème. Le problème bien connu mais non résolu de la minimisation du rang moyen d'un élément dans une suite d'éléments en information complète, parfois appelé le quatrième problème du secrétaire, porte également son nom : c'est le  problème de Robbins d'arrêt optimal.
Robbins est également l'un des concepteurs du premier algorithme d'approximation stochastique (en), la méthode dite de Robbins-Monro, et il a travaillé sur la théorie des tests dits « power-one » et de l'arrêt optimal. En 1985, dans l'article « Asymptotically efficient adaptive allocation rules », avec Tze Leung Lai, il construit des méthodes de sélection de populations uniformément convergentes pour le problème du bandit manchot qui possèdent le taux de convergence le plus rapide vers la population avec la moyenne la plus élevée, dans le cas où les distributions de récompenses de la population sont une famille exponentielle à un paramètre. Ces politiques ont été simplifiées dans un article de 1995 « Sequential choice from several populations », avec Michael N. Katehakis.
Robbins a été membre de l'Académie nationale des sciences et de l'Académie américaine des arts et des sciences et il a été président de l'Institut de statistique mathématique. Sur le Mathematics Genealogy Project, il a  699 descendants mathématiques en 2021. Parmi ses élèves directs, il y a  Gopinath Kallianpur (en), David Siegmund et Herbert Wilf.

## Publications (sélections)
Livres de Herbert Robbins
- avec Richard Courant, What is mathematics? : An Elementary Approach to Ideas and Methods, Springer, 2010, 5e éd. (1re éd. Oxford University Press : 1941), xxii+399 (ISBN 978-3-642-13700-6 et 978-3-642-13701-3, zbMATH 1207.00002) — Traduction française Qu'est-ce que les mathématiques ? 2018.
- avec Yuan Shih Chow et David Siegmund, Great expectations: The theory of optimal stopping, Boston, Houghton Mifflin, 1971, xii+139 (zbMATH 0233.60044)
- avec John Van Ryzin, Introduction to statistics, Chicago, Science Research Associates, 1975, 427 p. (zbMATH 0388.62001)

Articles (sélection)
- « A theorem on graphs with an application to a problem on traffic control », American Mathematical Monthly, vol. 46,‎ 1939, p. 281-283
- avec Wassily Hoeffding, « The central limit theorem for dependent random variables », Duke Mathematical Journal, vol. 15,‎ 1948, p. 773–780
- avec Sutton Monro, « A stochastic approximation method », Annals of Mathematical Statistics, vol. 22, no 3,‎ 1951, p. 400–407
- « Some aspects of the sequential design of experiments », Bulletin of the American Mathematical Society, vol. 58,‎ 1952, p. 527-535 (MR 0050246, lire en ligne)
- avec Sudhish G. Ghurye, « Two-stage procedures for estimating the difference between means », Biometrika, vol. 41, no 1,‎ 1954, p. 146-152
- avec Cyrus Derman, « The strong law of large numbers when the first moment does not exist », Proceedings of the National Academy of Sciences of the United States of America, vol. 41,‎ 1955, p. 586-587
- « An empirical Bayes approach to statistics », dans Jerzy Neyman (éditeur), Proceedings of the Third Berkeley Symposium on Mathematical Statistics and Probability, vol. 1, Berkeley, California, University of California Press, 1956, p. 157-163
- avec Yuan Shih Chow, « On the asymptotic theory of fixed-width sequential confidence intervals for the mean », The Annals of Mathematical Statistics, vol. 36, no 1,‎ 1965, p. 457-462
- « Statistical methods related to the law of the iterated logarithm », The Annals of Mathematical Statistics, vol. 41, no 15,‎ 1970, p. 1397-1409
- « Optimal stopping », The American Mathematical Monthly, vol. 77, no 4,‎ 1970, p. 333-343
- avec  David Siegmund, « Sequential tests involving two populations », Journal of the American Statistical Association, vol. 69,‎ 1974, p. 132-139
- avec Tze Leung Lai, « A class of dependent random variables and their maxima », Probability Theory and Related Fields, vol. 42, no 2,‎ 1978, p. 89-111
- avec Tze Leung Lai, « Asymptotically efficient adaptive allocation rules », Advances in applied mathematics, vol. 6,‎ 1985, p. 4-22
- avec Michael N. Katehakis, « Sequential choice from several populations », Proceedings of the National Academy of Sciences, vol. 92, no 19,‎ 1995, p. 8584-8585.